# Humanicide
Humanicide ist das neunte Studioalbum der US-amerikanischen Thrash-Metal-Band Death Angel. Es wurde am 31. Mai 2019 bei Nuclear Blast veröffentlicht. Das Album erschien auch als Digipak-Version mit dem Bonustitel The Day I Walked Away. Für den Titelsong wurde die Band im November 2019 erstmals für den Grammy Award for Best Metal Performance nominiert.

## Entstehung und Stil
Auf Humanicide setzt die Band weiter auf die musikalische Ausrichtung der drei Vorgängeralben, meist schneller Thrash Metal wird streckenweise mit melodischen Passagen kombiniert. Dennoch gibt es auch progressive Elemente. Wiederum zeichnete Jason Suecof in seinen Audio Hammer Studios in Sanford für die Aufnahmen verantwortlich, gemeinsam mit Gitarrist Rob Cavestany. Zusätzliche Aufnahmen fanden auch dieses Mal in den Spiderville Studios in Oakland, Kalifornien, statt. Die Klavierpassage in Immortal Behated wurde von Vika Yermolyeva mit Anselm Huber in Freddie’s Bone Studio in Koblenz eingespielt, die Gastgitarrensoli von Alexi Laiho bei Ghost of Me wurden mit Chris Themelco in den Monolith Studios in Melbourne aufgenommen. Zum Titelstück sagte Sänger Mark Osegueda:

„Ich wollte etwas schreiben, was für Metal-Fans wirklich greifbar ist. Etwas Dunkles und Intensives, das dennoch Sinn ergibt. Zurzeit, denke ich, ist es offensichtlich, dass die Erde sich in einem kranken Zustand befindet.“

Cavestany ergänzte:

„Als ich die Musik für unseren Song Humanicide schrieb, zielte ich auf einen Album-Opener ab, der alle Elemente eines epischen Thrash-Werks hätte. Das bedeutete, ein klassisches Metal-Intro, das zu einem wilden 'Bay-Area-Thrash-Riff-o-Rama' führt — zusammen mit einem verrückten mittleren Aufbauteil um den Circle-Pit anzustacheln bis alles zur Raserei aufgepeitscht ist, an der Stelle wo das frenetische Gitarrensolo einsetzt, dann mit einem wahnsinnigen Musikteil abschließend, der zum Outro führt. Alles was noch fehlte waren der Text und die Gesangsleistung, die mit der Intensität Schritt hielt, und Mark ging unter und über die Pflicht hinaus. Eine seiner besten Arbeiten, meiner Meinung nach. Und sicher einer meiner liebsten DA-Songs, er fühlt sich an wie der Nachfolger von unserem Song Thrown to the Wolves [von The Art of Dying]. Ich kann es nicht erwarten, den Song live zu spielen.“

Das Albumcover zeigt wieder die Wolfsmeute von The Dream Calls for Blood, wiederum gestaltet von Brent Elliot White.

## Rezeption

### Rezensionen
Humanicide erhielt im Wesentlichen positive Kritiken. Marc Halupczok wertete im Metal Hammer mit 5,5 von 7 und schrieb: „So wütend klangen die Jungs aus San Francisco schon lange nicht mehr... (...) Die Songs gehen immer noch sehr gut ins Ohr, wirken eben nur etwas ungezügelter und roher.“ Wie einige andere Thrash-Bands auch erlebten Death Angel ihren „dritten Frühling“. Ronny Bittner im Rock Hard vergab sieben von zehn Punkten und befand kritisch: „Im Gegensatz zu den jüngsten Werken von Overkill und Testament, die sich auch wieder ein Stück weit ihrer Vergangenheit angenähert haben, mangelt es dem Album erneut an Überraschungen und – das ist das Gravierende – an Hooks und wirklichen Hits (I Came For Blood und Aggressor haben noch das größte Hit-Potenzial, können mit den Signature-Songs des Backkatalogs aber nicht richtig mithalten).“ Hingegen lobte Dominik Rothe auf Metal.de das Album als eine zuletzt vermisste Weiterentwicklung: „Auf Humanicide vereint die Band wieder alle Trademarks, die Fans an der Band lieben. Von Ermüdungserscheinungen findet sich auf der Platte keine Spur. Dafür sind vor allem die zahlreichen neuen Soundelemente verantwortlich. Humanicide klingt nie wie ein Werk von abgeklärten Profis. Stattdessen legen Death Angel ein erfrischend anderes Album vor.“

### Charts und Chartplatzierungen
Das Album stieg auf Platz 19 in die deutschen Albumcharts ein. In den USA konnte es sich nicht platzieren.
| ChartsChartplatzierungen | Höchstplatzierung | Wochen |
| ------------------------ | ----------------- | ------ |
| Deutschland (GfK)        | 19 (1 Wo.)        | 1      |
| Schweiz (IFPI)           | 21 (1 Wo.)        | 1      |
| Österreich (Ö3)          | 46 (1 Wo.)        | 1      |

## Titelliste
Alle Songs wurden von Rob Cavestany (Musik) und Mark Osegueda (Text) geschrieben, außer wo angegeben.
| Nr.          | Titel               | Text          | Musik         | Länge |
| ------------ | ------------------- | ------------- | ------------- | ----- |
| 1.           | Humanicide          |               |               | 5:42  |
| 2.           | Divine Defector     |               |               | 3:24  |
| 3.           | Aggressor           | Rob Cavestany | Rob Cavestany | 5:11  |
| 4.           | I Came for Blood    |               |               | 3:12  |
| 5.           | Immortal Behated    |               |               | 6:08  |
| 6.           | Alive and Screaming | Mark Osegueda | Ted Aguilar   | 3:36  |
| 7.           | The Pack            | Rob Cavestany | Rob Cavestany | 3:33  |
| 8.           | Ghost of Me         |               |               | 4:34  |
| 9.           | Revelation Song     |               |               | 5:33  |
| 10.          | Of Rats and Men     |               |               | 4:08  |
| Gesamtlänge: | Gesamtlänge:        | Gesamtlänge:  | Gesamtlänge:  | 45:03 |

| Nr.          | Titel                 | Länge |
| ------------ | --------------------- | ----- |
| 11.          | The Day I Walked Away | 3:29  |
| Gesamtlänge: | Gesamtlänge:          | 48:30 |